# Айт, Макс
Эдуард Фридрих Максимилиан Айт, с 1896 Макс фон Айт, (нем. Eduard Friedrich Maximilian Eyth; 6 мая 1836 в Кирххайм-унтер-Текк — 25 августа 1906 в городе Ульм) — немецкий инженер и писатель.

## Биография
Макс Айт родился в семье Эдуарда фон Айта (1809—1844), учителя греческого языка и истории в евангелической семинарии и его жены Юлии (урожденной Каполл; 1816—1904) в городе Кирххайм-унтер-Текк. Его детство прошло в городе Шёнталь, где он жил с 1841 по 1852 годы. Отец Макса Айта был эфором в евангелической семинарии. Помимо занятий теологией, отец издавал собственную лирику и произведения по истории и истории литературы, среди которых были переводы греческих классиков. Мать тоже занималась литературным трудом. Школьные годы юный Макс провел в Хайльбронне, первый учебный год на машинной фабрике Hahn & Göbel.
С 1852 до 1856 учился в Штутгартском политехническом университете, где изучал машиностроение. С этого времени он был членом студенческого объединения Corps Stauffia. Свой первый профессиональный опыт Айт получил на фабрике паровых двигателей Готтхильфа Куна в районе Берг около города Штутгарт. Несмотря на окончание учёбы, он должен был обучиться слесарному делу, прежде чем ему было разрешено взять на себя обязанности чертежника и конструктора.
Как разработчик сельскохозяйственных машин, в частности плуга с паровым двигателем, Макс Айт принял участие в организации раздела сельского хозяйства Немецкого музея достижений естественных наук и техники в Мюнхене.
В 1862 году Айт присоединился к английской фабрике «Fowler» в городе Лидс, выпускающей плуги на паровой тяге, взяв на себя миссию иностранного представителя паровых плугов. Во время многих поездок и длительного пребывания за границей, например, в Египте и в США, он выступал за введение паровых плугов с приводом от двигателя в сельском хозяйстве. Айт также принимал решающее участие в организации передвижения судов с помощью троса на реке Рейн. Во время Гражданской войны в США он путешествовал в Египет. Египет к тому времени пытался быть основным поставщиком хлопка в Европу. Три года Айт был главным инженером у египетского принца Саида Халима-паши. События того времени Айт описал в романах «За плугом и тисками».
В 1882 году Айт возвратился в Германию. В 1885 году вместе с фермером и политиком Адольфом Кипертом он организовал Немецкое сельскохозяйственное общество и до 1896 года был его управляющим директором. Последующие годы он, оставаясь неженатым, провел у своей матери в Ульме и занимался писательской деятельностью. В качестве примера он описал железнодорожную катастрофу на мосту через Ферт-оф-Тей в рассказе «Мост над бухтой Энно», появившемся в 1899 году. Кроме литературных трудов, Макс Айт также оставил обширную коллекцию рисунков. Его рисунки появлялись во время деловых поездок, на них были реалистично изображены здания, улицы и гавани.

## Признание заслуг
- 1896 — Возведение Макса Айта в статус дворянина («фон Айт») путем награждения Почетным крестом Ордена Короны Вюртемберга
- 1896 — Учреждение памятной медали Макса Айта Немецким сельскохозяйственным обществом и первое награждение Макса Айта медалью, отчеканенной в золоте
- 1898 — RSC-Corps Agraria присуждает Максу Айту статус друга и покровителя и награждает его почетным членством
- 1905 — почетный доктор Штутгартского технического университета
- 1905 — Союз немецких инженеров награждает Айта памятной медалью Грасхофа
- 1939 — Чествование Айта путем присвоения его имени улице (Айт-Штрассе) на юго-западной территории Хоэ Мартер нюрнбергского района Швайнау
- 1950 — Учреждение памятной медали Макса Айта Агротехническим Обществом имени Макса Айта. На сегодняшний день Общество является отделом Союза немецких инженеров

Именем Макса Айта названо Агротехническое Общество в Союзе немецких инженеров и Гёттингенское студенческое объединение. В его честь названы улицы и школы по всей стране, а также озеро в районе Хофен города Штутгарта. Вагон трамвая в городе Ульм тоже носит его имя. Литературный дом-музей Макса Айт в городе Кирххайм-унтер-Текк является свидетельством его жизни и его труда. На улице Дессауэр в районе Кройцберг города Берлина, в том месте, где раньше находилось Немецкое сельскохозяйственное общество, 6 мая 1908 года был открыт памятник, посвященный Максу Айту и созданный Эрнстом Хертером. Памятник в честь писателя Макса Айта, увековечившего в своём романе «Ульмский портной» попытку свободного полёта ремесленника Берблингера установлен в городе Ульме (в начале XIX века)
Могила Макса Айта находится на Новом Кладбище в Ульме.

## Сочинения
- Фолькмар. Историко-романтическая поэма, 1863
- Книга странствий одного инженера. 5 томов, 1871—1884
- Лесной дьявол. 1878, пьеса
- Монах и ландскнехт. 1882
- За плугом и тисками. 2 тома, 1899
- Борьба за пирамиду Хеопса. Истории из жизни инженера. 2 тома, 1902
- В течение нашего времени. 3 тома, 1904—905
- Живые силы. Семь лекций из области техники.
- Ульмский портной. 1906 (издано посмертно)
- Мост над бухтой Энно. 1909
- Собрание сочинений Макса Айта. 1909
- Макс Айт, письма из юности (1852—1859), 1936, издатель Отто Лау, Кирхайм/Тек.